# Alicja Szerląg
Alicja Jadwiga Szerląg – polska pedagog, dr hab. nauk humanistycznych, profesor nadzwyczajny i dyrektor Instytutu Pedagogiki Wydziału Nauk Historycznych i Pedagogicznych Uniwersytetu Wrocławskiego.

## Życiorys
6 grudnia 1989 obroniła pracę doktorską Osobiste cele wychowawcze nauczycieli klas początkowych, 29 maja 2002 habilitowała się na podstawie pracy zatytułowanej Ku wielokulturowości. Aksjologiczny sens wychowania w rodzinie na litewskim pograniczu kulturowym. Została zatrudniona na stanowisku adiunkta i kierownika w Katedrze Pedagogiki na Wydziale Lekarskim Uniwersytetu Medycznego im. Piastów Śląskich we Wrocławiu.
Jest profesorem nadzwyczajnym i dyrektorem w Instytucie Pedagogiki na Wydziale Nauk Historycznych i Pedagogicznych Uniwersytetu Wrocławskiego.